# Annemasse - Les Voirons Agglomération
Pour les articles homonymes, voir Voiron (homonymie).
Annemasse - Les Voirons Agglomération, plus communément appelée « Annemasse Agglo », est une communauté d'agglomération française, située dans le département de la Haute-Savoie, en région Auvergne-Rhône-Alpes.

## Histoire
En 1966 a été fondé le syndicat intercommunal à vocation multiple de l'agglomération annemassienne (SIVMAA), qui deviendra la communauté de communes de l'agglomération annemassienne (2C2A).
Le 4 octobre 2007, la communauté de communes de l'agglomération annemassienne (2C2A) est transformée en communauté d'agglomération de la région annemassienne (CARA).
Par arrêté préfectoral du 5 décembre suivant, la communauté d’agglomération Annemasse - les Voirons voit le jour par fusion avec la communauté de communes des Voirons. Elle entre en vigueur le 1er janvier 2008.
La communauté d'agglomération est membre du Pôle métropolitain du Genevois français depuis sa création le 1er mai 2017.

## Identité visuelle (logo)
| Logotype d'Annemasse - Les Voirons Agglomération. | La Communauté de l'agglomération Annemasse - Les Voirons Agglomération s’est dotée d’un logotype. |

## Territoire communautaire

### Géographie
La communauté d'agglomération est centrée sur la ville d'Annemasse et comprend la montagne des Voirons. Elle se situe à proximité de Genève en Suisse, pays dont elle est frontalière, au pied du mont Salève et au débouché de la vallée de l'Arve. Son altitude varie entre 392 mètres à Gaillard et 1 480 mètres sur la commune de Saint-Cergues.

### Composition
La communauté d'agglomération est composée des 12 communes suivantes :

| Nom               | Code Insee | Gentilé         | Superficie (km2) | Population (dernière pop. légale) | Densité (hab./km2) |
| ----------------- | ---------- | --------------- | ---------------- | --------------------------------- | ------------------ |
| Annemasse (siège) | 74012      | Annemassiens    | 4,98             | 37 595 (2022)                     | 7 549              |
| Ambilly           | 74008      | Ambilliens      | 1,25             | 6 269 (2022)                      | 5 015              |
| Bonne             | 74040      | Bonnois         | 8,58             | 3 268 (2022)                      | 381                |
| Cranves-Sales     | 74094      | Cranves-Saliens | 13,61            | 7 476 (2022)                      | 549                |
| Étrembières       | 74118      | Étrembièrois    | 5,43             | 2 624 (2022)                      | 483                |
| Gaillard          | 74133      | Gaillardins     | 4,02             | 11 054 (2022)                     | 2 750              |
| Juvigny           | 74145      | Juvigniens      | 2,71             | 634 (2022)                        | 234                |
| Lucinges          | 74153      | Lucingeois      | 7,69             | 1 709 (2022)                      | 222                |
| Machilly          | 74158      | Machilliens     | 5,76             | 1 139 (2022)                      | 198                |
| Saint-Cergues     | 74229      | Saint-Cerguois  | 12,55            | 3 779 (2022)                      | 301                |
| Vétraz-Monthoux   | 74298      | Vetraziens      | 7,11             | 10 412 (2022)                     | 1 464              |
| Ville-la-Grand    | 74305      | Villamagnains   | 4,49             | 9 196 (2022)                      | 2 048              |

### Démographie

#### Démographie
| 1968   | 1975   | 1982   | 1990   | 1999   | 2006   | 2011   | 2016   | 2022   |
| ------ | ------ | ------ | ------ | ------ | ------ | ------ | ------ | ------ |
| 40 419 | 53 638 | 58 040 | 65 657 | 68 307 | 74 018 | 82 108 | 89 099 | 95 155 |

#### Pyramide des âges
| Hommes | Classe d’âge | Femmes |
| ------ | ------------ | ------ |
| 0,5    | 90 ans ou +  | 1,2    |
| 5,3    | 75 à 89 ans  | 7,3    |
| 11,6   | 60 à 74 ans  | 13,2   |
| 18,5   | 45 à 59 ans  | 17,8   |
| 24,5   | 30 à 44 ans  | 23,9   |
| 19,5   | 15 à 29 ans  | 18,2   |
| 20,2   | 0 à 14 ans   | 18,5   |

| Hommes | Classe d’âge | Femmes |
| ------ | ------------ | ------ |
| 0,6    | 90 ans ou +  | 1,4    |
| 6,1    | 75 à 89 ans  | 8,1    |
| 14,3   | 60 à 74 ans  | 15,5   |
| 20,6   | 45 à 59 ans  | 20,2   |
| 21,9   | 30 à 44 ans  | 21,5   |
| 17,3   | 15 à 29 ans  | 15,5   |
| 19,3   | 0 à 14 ans   | 17,8   |

La population de la communauté d'agglomération est relativement jeune. En 2022, le taux de personnes d'un âge inférieur à 30 ans s'élève à 38,1 %, soit au-dessus de la moyenne départementale (34,9 %) ou nationale (34,8 %). Le taux de personnes d'un âge supérieur à 60 ans (19,6 %)  est inférieur au taux départemental (23,1 %) et au taux national (27 %).

## Administration

### Statut
L'intercommunalité a la forme d’une communauté d'agglomération. Elle est enregistrée au répertoire des entreprises sous le code SIREN 200 011 773. Son activité est enregistrée sous le code APE 8411Z

### Tendances politiques
| Commune         | Maire                      | Nuance politique | Nuance politique |
| --------------- | -------------------------- | ---------------- | ---------------- |
| Ambilly         | Guillaume Mathelier        |                  | PS               |
| Annemasse       | Christian Dupessey         |                  | PS               |
| Bonne           | Yves Cheminal              |                  | DVD              |
| Cranves-Sales   | Bernard Boccard            |                  | LR               |
| Étrembières     | Anny Martin                |                  | SE               |
| Gaillard        | Jean-Paul Bosland          |                  | DVD              |
| Juvigny         | Denis Maire                |                  | SE               |
| Lucinges        | Jean-Luc Soulat            |                  | DVG              |
| Machilly        | Pauline Plagnat-Cantoreggi |                  | SE               |
| Saint-Cergues   | Gabriel Doublet            |                  | DVC              |
| Vétraz-Monthoux | Patrick Antoine            |                  | DVD              |
| Ville-la-Grand  | Nadine Jacquier            |                  | SE               |

### Conseil communautaire
À la suite de la réforme des collectivités territoriales de 2013, les conseillers communautaires dans les communes de plus de 1 000 habitants sont élus au suffrage universel direct en même temps que les conseillers municipaux. Dans les communes de moins de 1 000 habitants, les conseillers communautaires sont désignés parmi le conseil municipal élu dans l'ordre du tableau des conseillers municipaux en commençant par le maire puis les adjoints et enfin les conseillers municipaux. Le conseil communautaire compte à partir de mars 2020 cinquante-six conseillers communautaires qui sont répartis selon la démographie :
| Nombre de délégués | Communes                          |
| ------------------ | --------------------------------- |
| 20                 | Annemasse                         |
| 8                  | Gaillard                          |
| 5                  | Vétraz-Monthoux et Ville-la-Grand |
| 4                  | Ambilly et Cranves-Sales,         |
| 3                  | Saint-Cergues                     |
| 2                  | Bonne et Étrembières              |
| 1 (+1 suppléant)   | Juvigny, Lucinges et Machilly     |

### Élus
Le président et les 12 vice-présidents forment, avec d'autres membres du conseil communautaire, le bureau. Le conseil communautaire désigne le bureau et lui délègue, ainsi qu'au président, une partie de ses compétences.
| Nom                        | Fonction                 | Qualité                              |
| -------------------------- | ------------------------ | ------------------------------------ |
| Gabriel Doublet            | Président                | Maire de Saint-Cergues               |
| Christian Dupessey         | 1er vice-président       | Maire d'Annemasse                    |
| Jean-Paul Bosland          | 2e vice-président        | Maire de Gaillard                    |
| Patrick Antoine            | 3e Vice-président        | Maire de Vétraz-Monthoux             |
| Nadine Jacquier            | 4e vice-présidente       | Maire de Ville-la-Grand              |
| Bernard Boccard            | 5e vice-présidente       | Maire de Cranves-Sales               |
| Laurent Gilet              | 6e vice-président        | Adjoint au maire d'Ambilly           |
| Yves Cheminal              | 7e vice-président        | Maire de Bonne                       |
| Jean-Luc Soulat            | 8e vice-président        | Maire de Lucinges                    |
| Pauline Plagnat-Cantoreggi | 9e vice-présidente       | Maire de Machilly                    |
| Denis Maire                | 10e vice-président       | Maire de Juvigny                     |
| Dominique Lachenal         | 11e vice-présidente      | Adjointe au maire d'Annemasse        |
| Antoine Blouin             | 12e vice-président       | Adjoint au maire de Gaillard         |
| Alain Letessier            | 13e vice-président       | Adjoint au maire de Ville-la-Grand   |
| Louiza Lounis              | 14e vice-présidente      | Adjointe au maire d'Annemasse        |
| Véronique Feneul           | 15e vice-présidente      | Adjointe au maire de Vétraz-Monthoux |
| Anny Martin                | 1re conseillère déléguée | Maire d'Etrembières                  |
| Guillaume Mathelier        | 2e conseiller délégué    | Maire d'Ambilly                      |

### Liste des présidents
En vertu d'un accord entre les maires des 12 communes à l'origine de la création de la communauté d'agglomération, le premier mandat de présidence de l'EPCI est divisé en deux périodes de présidence, assurées tour à tour par un membre de l'ancienne communauté de communes de l'agglomération annemassienne puis par un membre de l'ancienne communauté de communes des Voirons.
À la création d'Annemasse Agglo, Robert Borrel en assure la présidence en tant que président de l'ancienne 2C2A, en attendant les résultats des élections municipales de 2008.
Le 16 avril 2008, le conseil communautaire se réunit à Annemasse et élit Robert Borrel, désormais ancien maire d'Annemasse, président de la communauté d'agglomération. Georges Deléaval, ancien maire de Juvigny, est élu quant à lui 1er vice-président.
Robert Borrel démissionne le 8 avril 2011,. Le 18 mai 2011, c'est Georges Deléaval qui est élu président, Robert Borrel étant élu 1er vice-président.
| Période       | Période      | Identité           | Étiquette | Qualité                                                    |
| ------------- | ------------ | ------------------ | --------- | ---------------------------------------------------------- |
| décembre 2007 | avril 2011   | Robert Borrel      | DVG       | Maire d'Annemasse (1977-1996) et (1997-2008) Ancien député |
| mai 2011      | 2014         | Georges Deléaval   | SE        |                                                            |
| 2014          | juillet 2020 | Christian Dupessey | PS        | Maire d'Annemasse                                          |
| juillet 2020  | En cours     | Gabriel Doublet    | UDI       | Maire de Saint-Cergues                                     |

### Compétences
L'agglomération est notamment responsable de la mise en application des services sociaux, comme le RSA.

### Régime fiscal et budget
La communauté d'agglomération est un établissement public de coopération intercommunale à fiscalité propre.
Afin de financer l'exercice de ses compétences, l'intercommunalité perçoit la fiscalité professionnelle unique (FPU) – qui a succédé à la taxe professionnelle unique (TPU) – et assure une péréquation de ressources entre les communes résidentielles et celles dotées de zones d'activité.